# Aurélie
Aurélie nebo též Aurelie je ženské křestní jméno latinského původu. Další podobou jména je Aura. Je to ženská obdoba jména Aurel a vykládá se jako „zlatá“. Českou variantou jména je Zlata nebo Zlatuše.
Podle českého kalendáře má svátek 25. září a podle staršího kalendáře slaví svátek 15. října.
Zdrobněliny: Aurelka, Aurilka, Aurenka, Auri, Aura, Aurinka, Rora

## Aurélie v jiných jazycích
- Slovensky, maďarsky: Aurélia
- Německy: Aurelia
- Anglicky, španělsky, italsky, polsky: Aurelia
- Francouzsky: Aurélie, Aure
- Litevsky, chorvatsky, srbsky: Aurelija
- Slovinsky: Avrelija

## Známé nositelky
- Aurélie Dupontová – francouzská baletka
- Aura de Montalais – postava ze Tří mušketýrů, pravým jménem Nicole-Anne Constance de Montalais
- Aurelie Šestáková – česká úřednice a politická vězeňkyně